# Simon Hald Jensen
Simon Hald Jensen (født 28. september 1994) er en dansk håndboldspiller, der spiller for Aalborg Håndbold og det danske landshold. Han har tidligere optrådt for Nøvling IF, Team Vesthimmerland og SG Flensburg-Handewitt.
Han fik officiel debut på det danske A-landshold den 20. juni 2015 mod Polen i Kraków.
Hald blev desuden dansk mester, med Aalborg Håndbold i 2013 og 2017.

## Karriere

### Klubhold
Hald spillede for den danske topklub Aalborg Håndbolds førstehold, fra 2013 til 2018, med hvem han vandt det danske mesterskab i 2013 og 2017. Med Aalborg deltog han i EHF Champions League i sæsonerne 2013–14, 2014–15 og 2017–18 og i EHF Cuppen i 2015–16. I 2018 skrev han under på en treårig kontrakt med den tyske storklub SG Flensburg-Handewitt, efter seks sæsoner i den danske liga. Han vandt han det tyske mesterskab i 2019, med klubben.
I 2023 vendte han hjem til Aalborg Håndbold igen, hvor han i den første sæson igen vandt det danske mesterskab.

### Landshold
Han var med til at vinde guld ved U/19-VM 2013 i Ungarn, hvor han ved samme lejlighed blev kåret til turneringens bedste spiller. Hans succesrige ungdomsår førte også til hans landsholdsdebut i maj 2015. Han fik slutrundedebut under Nikolaj Jacobsen ved VM 2019 i Danmark/Tyskland, hvor han sammen med resten af det danske hold blev verdensmester, hvilket var første gang for det danske herrelandshold. To år efter var han igen med til at vinde guld ved VM 2021 i Egypten. Han var siden med til at vinde sølv ved OL 2020 (afholdt 2021), bronze ved EM 2022, sølv ved EM 2024 og guld ved OL 2024. Ved OL i Paris vandt Danmark først sin indledende pulje med lutter sejre. I anden kamp mod Egypten blev Hald imidlertid skadet og kom ikke til at spille mere i turneringen. Her sikrede Danmark sig efter snævre sejre over Sverige i kvartfinalen og Slovenien i semifinalen  guldet med en sikker sejr over Tyskland i finalen med 39-26.